# Мердок (Небраска)
Мердок (англ. Murdock) — селище (англ. village) в США, в окрузі Кесс штату Небраска. Населення — 270 осіб (2020).

## Географія
Мердок розташований за координатами 40°55′34″ пн. ш. 96°16′51″ зх. д. / 40.92611° пн. ш. 96.28083° зх. д. (40.926106, -96.280879).  За даними Бюро перепису населення США в 2010 році селище мало площу 0,33 км², уся площа — суходіл.

## Демографія
Згідно з переписом 2010 року, у селищі мешкало 236 осіб у 109 домогосподарствах у складі 66 родин. Густота населення становила 705 осіб/км².  Було 118 помешкань (353/км²).
Расовий склад населення:
| - 99,2 % — білих - 0,8 % — корінних американців |

До двох чи більше рас належало 0,0 %. Частка іспаномовних становила 1,3 % від усіх жителів.
За віковим діапазоном населення розподілялося таким чином: 18,2 % — особи молодші 18 років, 64,9 % — особи у віці 18—64 років, 16,9 % — особи у віці 65 років та старші. Медіана віку мешканця становила 44,0 року. На 100 осіб жіночої статі у селищі припадало 108,8 чоловіків;  на 100 жінок у віці від 18 років та старших — 94,9 чоловіків також старших 18 років.
Середній дохід на одне домашнє господарство  становив 57 381 долар США (медіана — 53 125), а середній дохід на одну сім'ю — 72 016 доларів (медіана — 66 806). Медіана доходів становила 48 750 доларів для чоловіків та 26 250 доларів для жінок. За межею бідності перебувало 11,0 % осіб, у тому числі 19,4 % дітей у віці до 18 років та 7,4 % осіб у віці 65 років та старших.
Цивільне працевлаштоване населення становило 151 осіб. Основні галузі зайнятості: освіта, охорона здоров'я та соціальна допомога — 18,5 %, мистецтво, розваги та відпочинок — 15,2 %, транспорт — 12,6 %.